# Matronae Abiamarcae
Die Ambiamarcae oder auch Ambiomarcae und Abiamarcae ist der Beiname von Matronen, der durch vier Inschriften aus dem 3. Jahrhundert überliefert ist.

## Beiname
Der Beiname variiert in den Inschriften im Erstglied mit den Fugenvokalen a und o (Ambi-a, Ambi-o) und mit auslautenden Suffixen -ae und -is (-marc-ae, -marc-is) zu den Vollformen Ambiamarcae und Ambiomarcis. Mit Gutenbrunner gilt in der Forschung der Beiname als germanisch-keltische Hybridbildung aus dem keltischen Element im ersten Glied Ambi- und dem germanischen Element -marc mit der Bedeutung „die um die Marken herum Wohnenden“ oder „die zu beiden Seiten der Marken Wohnenden“.